# Varesnes
Varesnes település Franciaországban, Oise megyében. Lakosainak száma 365 fő (2022. január 1.). Varesnes Babœuf, Brétigny, Cuts, Morlincourt, Pontoise-lès-Noyon és Salency községekkel határos.

## Népesség
A település népessége az elmúlt években az alábbi módon változott:
| Lakosok száma | 381  | 373  | 380  | 368  | 366  | 365  | 364  | 363  | 365  |
|               | 2013 | 2015 | 2016 | 2017 | 2018 | 2019 | 2020 | 2021 | 2022 |